# Arroyo Gardens-La Tina Ranch (Teksas)
Arroyo Gardens-La Tina Ranch je naseljeno mjesto za statističke potrebe u američkoj saveznoj državi Teksas. Prema popisu stanovništva iz 2010. u njemu je živjelo. stanovnika.